# Persone di nome Nikolaos
| Questa pagina contiene informazioni ricavate automaticamente dalle voci biografiche con l'ausilio del template Bio e di un bot. L'aggiornamento è periodico e automatico e ricostruisce completamente la pagina. Se manca una persona in questa lista, sei pregato di non aggiungerla, ma accertati piuttosto che la sua voce biografica contenga il template Bio e che i dati anagrafici siano correttamente compilati. Se il template Bio manca, inseriscilo tu stesso o, in alternativa, metti l'avviso {{tmp\|Bio}} che ne segnala la mancanza. Se i dati riportati sono sbagliati, correggi direttamente la voce biografica; le modifiche saranno visibili in questa lista entro pochi giorni. Per chiarimenti vedi il progetto antroponimi. La lista contiene solo le 90 persone che sono citate nell'enciclopedia e per le quali è stato implementato correttamente il template Bio. Pagina aggiornata al 16 ott 2024. |

Questa è una lista di persone presenti nell'enciclopedia che hanno il prenome Nikolaos, suddivise per attività principale.

## Allenatori di calcio(3)
- Nikos Anastopoulos, allenatore di calcio e ex calciatore greco (Atene, n. 1958)
- Nikos Kōstenoglou, allenatore di calcio e ex calciatore greco (Kavala, n. 1970)
- Nikolaos Nioplias, allenatore di calcio e ex calciatore greco (Galatini, n. 1965)

## Allenatori di pallacanestro(2)
- Nikos Papanikolopoulos, allenatore di pallacanestro e ex cestista greco (Atene, n. 1979)
- Nikos Vetoulas, allenatore di pallacanestro e ex cestista greco (Patrasso, n. 1974)

## Allenatori di pallanuoto(1)
- Nikolaos Deligiannis, allenatore di pallanuoto e ex pallanuotista greco (Atene, n. 1976)

## Architetti(1)
- Nikolaos Balànos, architetto greco (Atene, n. 1860 - Atene, † 1943)

## Avvocati(1)
- Nikos Dendias, avvocato e politico greco (Corfù, n. 1959)

## Bizantinisti(1)
- Nicolaos Oikonomides, bizantinista greco (Atene, n. 1934 - Atene, † 2000)

## Calciatori(26)
- Nikolaos Anastasopoulos, ex calciatore greco (Salonicco, n. 1979)
- Nikolaos Arampatzīs, calciatore greco (Serres, n. 1984)
- Nikolaos Dosis, calciatore svedese (n. 2001)
- Nikolaos Frousos, ex calciatore greco (Kyparissia, n. 1974)
- Nikolaos Geōrgeas, ex calciatore greco (Calamata, n. 1976)
- Nikolaos Giannakopoulos, calciatore greco (Tripoli, n. 1993)
- Nikolaos Iōannidīs, calciatore greco (Remscheid, n. 1994)
- Nikos Kainourgios, calciatore greco (Atene, n. 1998)
- Nikolaos Kaloudīs, calciatore greco (n. 1899)
- Nikolaos Kaltsas, calciatore greco (Veria, n. 1990)
- Nikolaos Karampelas, ex calciatore greco (Pyrgos, n. 1984)
- Nikos Karelīs, calciatore greco (Candia, n. 1992)
- Nikos Katsavakīs, ex calciatore greco (Serres, n. 1979)
- Nikolaos Korovesīs, calciatore greco (Calcide, n. 1991)
- Nikos Lymperopoulos, ex calciatore greco (Filiatra, n. 1975)
- Nikos Machlas, ex calciatore e dirigente sportivo greco (Candia, n. 1973)
- Nikos Michelīs, calciatore greco (Atene, n. 2001)
- Nikolaos Mpaxevanos, calciatore greco (Salonicco, n. 1999)
- Nikolaos Mītrou, calciatore greco (Calcide, n. 1984)
- Nikos Pantidos, calciatore greco (Atene, n. 1991)
- Nikolaos Papadopoulos, calciatore greco (Atene, n. 1990)
- Nikolaos Sargkanīs, ex calciatore greco (Rafina, n. 1954)
- Nikos Spyropoulos, ex calciatore greco (Giannina, n. 1983)
- Nikos Tsiantakīs, ex calciatore greco (Peristeri, n. 1963)
- Nikos Vafeas, calciatore greco (Salonicco, n. 1997)
- Nikos Ziamparīs, ex calciatore greco (Serres, n. 1991)

## Cantanti(1)
- Nikos Vertis, cantante e compositore greco (Gorinchem, n. 1976)

## Cestisti(22)
- Nikos Argyropoulos, ex cestista greco (Patrasso, n. 1978)
- Nikos Arsenopoulos, cestista greco (Amarousio, n. 2000)
- Nikos Chatzīs, ex cestista greco (Calamata, n. 1976)
- Nikos Chatzīvrettas, ex cestista greco (Salonicco, n. 1977)
- Nikos Chougkaz, cestista greco (Atene, n. 2000)
- Nikos Diplaros, cestista greco (Patrasso, n. 1997)
- Nikos Filippou, ex cestista greco (Giannina, n. 1962)
- Nikos Galīs, ex cestista greco (Union City, n. 1957)
- Nikos Gkikas, cestista greco (Atene, n. 1990)
- Nikos Kamarianos, cestista greco (Atene, n. 1997)
- Nikos Linardos, ex cestista e allenatore di pallacanestro greco (Atene, n. 1963)
- Nikos Mīlas, cestista e allenatore di pallacanestro greco (Atene, n. 1928 - Nea Smyrnī, † 2019)
- Nikos Mparlos, ex cestista e allenatore di pallacanestro greco (Patrasso, n. 1979)
- Nikos Mpountourīs, ex cestista e dirigente sportivo greco (Volo, n. 1971)
- Nikos Oikonomou, ex cestista e allenatore di pallacanestro greco (Atene, n. 1973)
- Nikos Papanikolaou, cestista greco (Rodi, n. 1985)
- Nikos Pappas, cestista e politico greco (Amarousio, n. 1990)
- Nikos Persidīs, cestista greco (Calcide, n. 1995)
- Nikos Rogkavopoulos, cestista greco (Amarousio, n. 2001)
- Nikos Stauropoulos, ex cestista, allenatore di pallacanestro e dirigente sportivo greco (Larissa, n. 1959)
- Nikolaos Stylianou, cestista cipriota (Atene, n. 1988)
- Nikos Zīsīs, ex cestista greco (Salonicco, n. 1983)

## Compositori(2)
- Nikolaos Mantzaros, compositore greco (Corfù, n. 1795 - Corfù, † 1872)
- Nikolaos Skalkottas, compositore greco (Calcide, n. 1904 - † 1949)

## Dirigenti sportivi(1)
- Nikos Nīsiōtīs, dirigente sportivo e allenatore di pallacanestro greco (Atene, n. 1924 - Atene, † 1986)

## Discoboli(1)
- Nikolaos Georgantas, discobolo, pesista e tiratore di fune greco (Steno, n. 1880 - Atene, † 1958)

## Economisti(1)
- Nikolaos Karathanasopoulos, economista e politico greco (Atene, n. 1963)

## Generali(1)
- Nikolaos Plastiras, generale e politico greco (Karditsa, n. 1883 - Atene, † 1953)

## Ginnasti(1)
- Nikolaos Andriakopoulos, ginnasta greco (Patrasso, n. 1877 - † 1896)

## Incisori(1)
- Nikolaos Ventouras, incisore greco (n. 1899 - † 1990)

## Militari(1)
- Nikolaos Makarezos, militare greco (Gravia, n. 1919 - Focide, † 2009)

## Nuotatori(1)
- Nikolaos Melanofeidīs, ex nuotatore e ex pallanuotista greco

## Pallanuotisti(2)
- Nikolaos Kaloudīs, pallanuotista greco (n. 1899)
- Nikolaos Mpaltatzīs-Mavrokordatos, pallanuotista e politico greco (Atene, n. 1897)

## Pittori(2)
- Nikolaos Gysis, pittore greco (Tinos, n. 1842 - Monaco di Baviera, † 1901)
- Nikolaos Kounelakis, pittore greco (Creta, n. 1829 - Il Cairo, † 1869)

## Politici(8)
- Nikolaos Chountis, politico greco (Lagkadia, n. 1953)
- Nikolaos Deligiannis, politico greco (n. 1845 - Atene, † 1910)
- Nikolaos Kalogeropoulos, politico greco (Calcide, n. 1851 - † 1927)
- Nikolaos Mōraïtīs, politico greco (Thyrio, n. 1957)
- Nikolaos Papanastasīs, politico greco
- Nikolaos Sifunakis, politico greco (Rethymno, n. 1949)
- Nikolaos Stratos, politico greco (Loutro, n. 1872 - Atene, † 1922)
- Nikolaos Triantaphyllakos, politico greco (n. 1855 - † 1939)

## Rivoluzionari(1)
- Nikolaos Skoufas, rivoluzionario greco (Kompoti, n. 1779 - † 1818)

## Storici(1)
- Nikolaos Panagiotakis, storico e filologo greco (Candia, n. 1933 - Candia, † 1997)

## Tiratori a segno(3)
- Nikolaos Levidīs, tiratore a segno greco (Corfù, n. 1868)
- Nikolaos Mōrakīs, tiratore a segno greco
- Nikolaos Trikoupīs, tiratore a segno greco (Missolungi, n. 1869 - † 1956)

## Triplisti(1)
- Nikolaos Andrikopoulos, triplista e lunghista greco (Atene, n. 1997)

## Tuffatori(2)
- Nikolaos Molvalis, tuffatore greco (Amarousio, n. 2000)
- Nikolaos Siranidis, ex tuffatore greco (Atene, n. 1976)

## Velisti(1)
- Nikolaos Kaklamanakīs, velista greco (Atene, n. 1968)

## Senza attività specificata(1)
- Nikolaos Politīs, ex taekwondoka greco (n. 1994)